# Tatiana Bonetti
Tatiana Bonetti (Vigevano, Italia; 15 de diciembre de 1991) es una futbolista italiana que juega como delantera en el Inter de Milán de la Serie A de Italia. Es internacional con Italia.

## Trayectoria

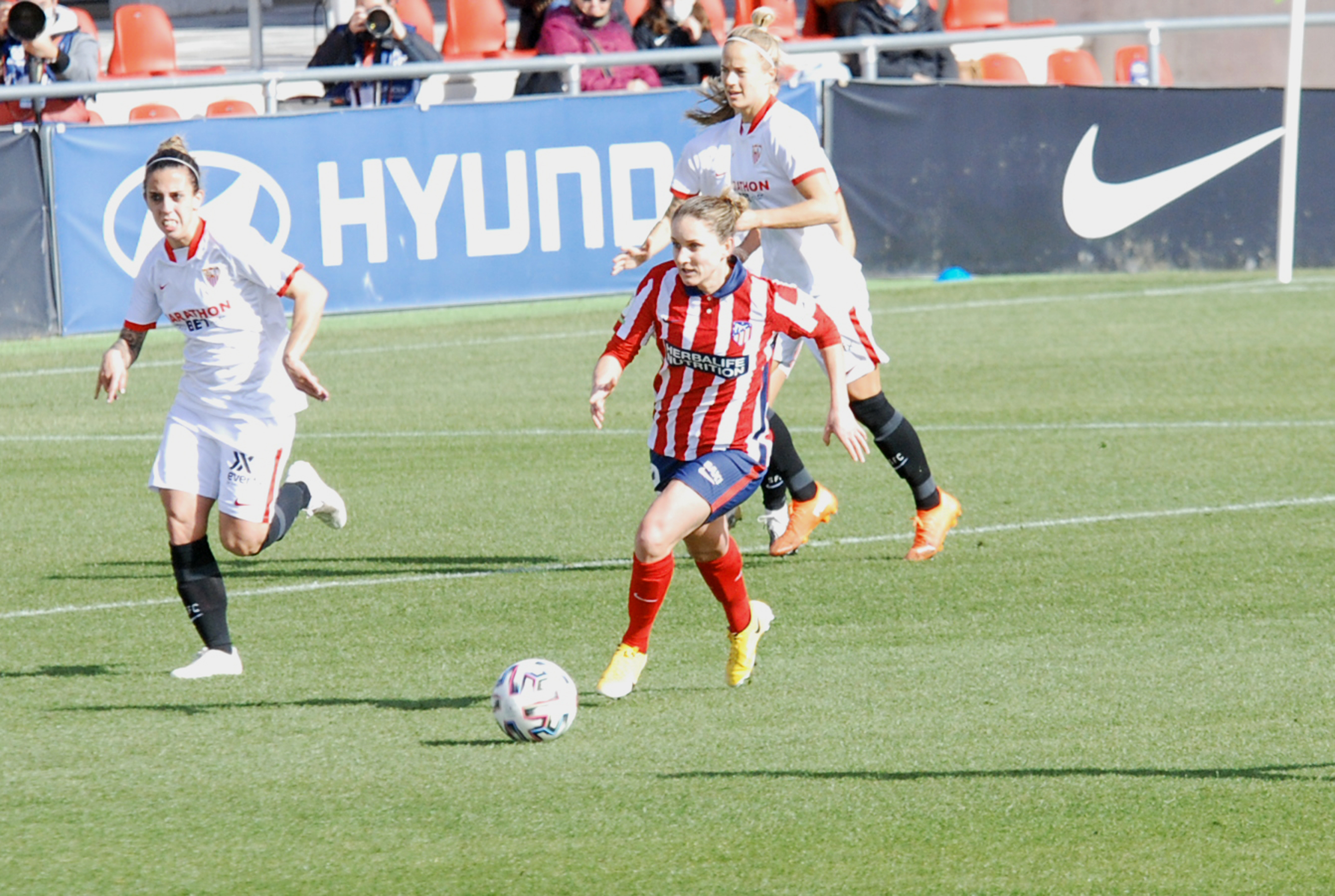
Tatiana Bonetti jugando con el Atlético de Madrid

Bonetti debutó en 2007 con 16 años en el AC Riozzese, donde permaneció dos temporadas, jugando 40 encuentros y marcando 16 goles. En la primera temporada quedaron en mitad de la tabla y alcanzaron las semifinales en la Copa, pero en la segunda temporada quedaron penúltimas y descendieron a la Serie B. Bonetti fue la máxima goleadora del equipo esta temporada.
En el verano de 2009 aceptó la propuesta de Tavagnacco de vestir la camiseta amarilla y azul del club de la provincia de Udine. En su primera temporada ayudó a los friulanos a alcanzar el tercer puesto de la clasificación de la Serie A con 5 goles en 21 partidos, y llegaron a la fase final de la Copa de Italia, que ganó el Torres en ambos casos. 
En la temporada 2009-10 fueron subcampeonas de liga y llegaron a la final de la Copa, que de nuevo fueron dominadas por el Torres. Bonetti mejoró su registro goleador con 18 goles en liga, sólo uno por debajo de su compañera Penelope Riboldi. El subcampeonato le dio la oportunidad de participar en la Liga de Campeones de la siguiente temporada, aunque fueron eliminadas en la primera ronda por el LdB Malmö. Esa temporada acabaron en tercera posición en la liga y fueron eliminadas en semifinales en la Copa.
La temporada 2012-13 le trajo el primer título a Bonetti al ganar la Copa ante el Verona. En la Serie A fueron subcampeonas tras ganar 24 partidos, empatar 6 y no perder ningún encuentro. En la siguiente temporada volvieron a ganar la Copa, superando en esta ocasión al Torres. También participaron en la Liga de Campeones, volviendo a ser eliminadas en la primera ronda, esta vez ante el Fortuna Hjørring. En la serie A acabaron en tercera posición. En el verano de 2014, firmó un contrato con el AGSM Verona que se estaba reforzando con la intención aspirar a las primeras posiciones en la temporada 2014-2015. En su primera temporada jugó en los 26 partidos de liga y, gracias a los 18 goles marcados, contribuyó a la conquista de su primer Scudetto personal y el quinto título de Campeón de Italia para el club, mientras que en la Copa de Italia llegaron a cuartos de final al ser eliminadas por el Mozzanica. 
La siguiente temporada se abrió con la derrota en la Supercopa en los penaltis después de que el tiempo reglamentario terminara sin goles, y donde Bonetti, segunda lanzadora de penaltis en la tanda, no marcó. En la Serie A comparte las primeras posiciones con Brescia y Mozzanica, manteniéndose en primer lugar hasta la séptima jornada, en la que son derrotadas por la Fiorentina. Con 26 goles en liga fue la máxima anotadora del equipo por delante de Silvia Fuselli (21 goles), y segunda máxima goleadora del campeonato tras Valentina Giacinti del Mozzanica, pero sólo pudieron ser cuartas. En La Copa Italia llegaron a la final, en la que Bonetti abrió el marcador en el minuto 6 pero primero el Brescia dio la vuelta al marcador y se llevó el campeonato. Bonetti también jugó en los 4 partidos de la Liga de Campeones, eliminando al St. Polten en primera ronda, y cayendo ante el Rosengård  en octavos de final.
Durante el mercado de fichajes de verano de 2016 decidió fichar por la Fiorentina en su segundo año como sección femenina del club masculino del mismo nombre. En su primera temporada ganaron el Scudetto, el primero para el club, tras 21 victorias y una única derrota, y la Copa de Italia tras ganar al Brescia en la final. Bonetti fue la máxima goleadora del equipo en liga con 21 tantos.
La siguiente temporada empezaron perdiendo la Supercopa y no le toman el pulso a la liga, en la que alternan entre el cuarto y el quinto puesto. Participaron en la Liga de Campeones, en la que alcanzaron los octavos de final. Al final del año fueron cuartas en la Serie A, pero lograron retener la Copa de Italia, al vencer de nuevo al Brescia en la final. Bonetti volvió a ser la máxima goleadora del equipo. Una temporada después empezaron ganando la Supercopa y alcanzaron los octavos de final de la Liga de Campeones. En la liga mejoran ligeramente y acaban en tercera posición y vuelven a jugar la final de la Copa, en la que esta vez pierden ante la Juventus. En la temporada 2019-20 empezaron cayendo en la Supercopa. Marchaban en segundo lugar en la liga cuando se suspendió la competición por la pandemia de Covid-19. Su partido de cuartos de final de la Copa no se disputó. En la Liga de Campeones habían caído en primera ronda ante el Arsenal.
En la temporada 2020-21 se rumoraba su fichaje por el Atlético de Madrid, pero finalmente inició la temporada con la Fiorentina sin apenas presencia en el equipo. En el mercado de invierno se produjo finalmente el fichaje por el club colchonero, pero acabó la temporada sin apenas jugar. En el verano de 2021 regresó a Italia para jugar en el Inter de Milán.

## Selección
Tras pasar por la selección sub-17, Bonetti fue parte de la selección italiana sub-19 que ganó el Campeonato Europeo de 2008, donde marcó el gol de la victoria ante Noruega.
Debutó con la selección absoluta en el torneo de Sao Paulo de 2011, jugando tres partidos amistosos ante Dinamarca y Chile. No volvió a jugar hasta 2015, cuando jugó dos partidos de la Copa de Chipre y otro amistoso en China. Tras otra ausencia jugó otro amistoso ante Ingaterra en 2017 y fue incluida en la preselección de 30 jugadoras para disputar la Eurocopa, pero no estuvo en la lista final. Volvió a desaparecer de las convocatorias hasta jugar dos partidos más en la Copa de Algarve 2020.

### Clubes
Actualizado al último partido jugado el 19 de mayo de 2021.
| Club | Div.          | Temporada     | Liga  | Liga  | Liga   | Copas nacionales(1) | Copas nacionales(1) | Copas nacionales(1) | Copas internacionales(2) | Copas internacionales(2) | Copas internacionales(2) | Total | Total | Total  | Media goleadora(3) |
| Club | Div.          | Temporada     | Part. | Goles | Asist. | Part.               | Goles               | Asist.              | Part.                    | Goles                    | Asist.                   | Part. | Goles | Asist. | Media goleadora(3) |
| --- | ------------- | ------------- | ----- | ----- | ------ | ------------------- | ------------------- | ------------------- | ------------------------ | ------------------------ | ------------------------ | ----- | ----- | ------ | ------------------ |
| A.S.D. Riozzese · Italia |               |               |       |       |        |                     |                     |                     |                          |                          |                          |       |       |        |                    |
| A | 2007-08       | 18            | 6     |       |        |                     |                     |                     |                          |                          | 18                       | 6     |       | 0.33   |                    |
| A | 2008-09       | 22            | 10    |       |        |                     |                     |                     |                          |                          | 22                       | 10    |       | 0.45   |                    |
| Total club | Total club    | 40            | 16    |       |        |                     |                     |                     |                          |                          | 40                       | 16    |       | 0.40   |                    |
| UPC Tavagnacco · Italia |               |               |       |       |        |                     |                     |                     |                          |                          |                          |       |       |        |                    |
| A | 2009-10       | 21            | 5     |       |        |                     |                     |                     |                          |                          | 21                       | 5     |       | 0.24   |                    |
| A | 2010-11       | 25            | 18    |       |        |                     |                     |                     |                          |                          | 25                       | 18    |       | 0.72   |                    |
| A | 2011-12       | 26            | 11    |       | 1      | 0                   |                     | 2                   | 0                        |                          | 29                       | 11    |       | 0.38   |                    |
| A | 2012-13       | 8             | 4     |       |        |                     |                     |                     |                          |                          | 8                        | 4     |       | 0.50   |                    |
| A | 2013-14       | 29            | 18    |       | 5      | 2                   |                     | 2                   | 0                        |                          | 36                       | 20    |       | 0.53   |                    |
| Total club | Total club    | 109           | 56    |       | 6      | 2                   |                     | 4                   | 0                        |                          | 119                      | 58    |       | 0.49   |                    |
| A.S.D. Verona · Italia |               |               |       |       |        |                     |                     |                     |                          |                          |                          |       |       |        |                    |
| A | 2014-15       | 26            | 18    |       | 3      | 1                   |                     |                     |                          |                          | 29                       | 19    |       | 0.66   |                    |
| A | 2015-16       | 20            | 26    |       | 4      | 2                   |                     | 4                   | 1                        |                          | 28                       | 29    |       | 1.04   |                    |
| Total club | Total club    | 46            | 44    |       | 7      | 3                   |                     | 4                   | 1                        |                          | 57                       | 48    |       | 0.84   |                    |
| Fiorentina · Italia |               |               |       |       |        |                     |                     |                     |                          |                          |                          |       |       |        |                    |
| A | 2016-17       | 22            | 21    |       | 6      | 11                  |                     |                     |                          |                          | 28                       | 32    |       | 1.14   |                    |
| A | 2017-18       | 21            | 10    |       | 5      | 5                   |                     | 3                   | 0                        |                          | 29                       | 15    |       | 0.52   |                    |
| A | 2018-19       | 20            | 11    |       | 6      | 6                   |                     | 4                   | 0                        |                          | 30                       | 17    |       | 0.57   |                    |
| A | 2019-20       | 14            | 12    |       | 3      | 2                   |                     | 1                   | 0                        |                          | 18                       | 14    |       | 0.78   |                    |
| A | 2020-21       | 7             | 2     |       | 4      | 2                   |                     | 2                   | 0                        |                          | 13                       | 4     |       | 0.31   |                    |
| Total club | Total club    | 84            | 56    |       | 24     | 26                  |                     | 10                  | 0                        |                          | 118                      | 82    |       | 0.69   |                    |
| Atlético de Madrid · España |               |               |       |       |        |                     |                     |                     |                          |                          |                          |       |       |        |                    |
| 1.ª | 2020-21       | 9             | 0     | 0     |        |                     |                     |                     |                          |                          | 9                        | 0     | 0     | 0      |                    |
| Total club | Total club    | 9             | 0     | 0     |        |                     |                     |                     |                          |                          | 9                        | 0     | 0     | 0      |                    |
| Total carrera | Total carrera | Total carrera | 288   | 172   |        | 37                  | 31                  |                     | 18                       | 1                        |                          | 343   | 204   |        | 0.59               |
| (1) Incluye datos de la Copa y Supercopa de Italia (2013-20) (2) Incluye datos de Liga de Campeones Femenina de la UEFA (2011-act.). (3) No incluye goles en partidos amistosos. |               |               |       |       |        |                     |                     |                     |                          |                          |                          |       |       |        |                    |

### Selección
Actualizado al último partido jugado el 7 de marzo de 2020.
| Selecciones                                                                           | Año   | Continental(4) | Continental(4) | Continental(4) | Mundial | Mundial | Mundial | Amistosos | Amistosos | Amistosos | Total | Total | Total  | Media goleadora |
| Selecciones                                                                           | Año   | Part.          | Goles          | Asist.         | Part.   | Goles   | Asist.  | Part.     | Goles     | Asist.    | Part. | Goles | Asist. | Media goleadora |
| ------------------------------------------------------------------------------------- | ----- | -------------- | -------------- | -------------- | ------- | ------- | ------- | --------- | --------- | --------- | ----- | ----- | ------ | --------------- |
| Abs.                                                                                  | 2011  |                |                |                |         |         |         | 3         | 0         |           | 3     | 0     |        | 0               |
| Abs.                                                                                  | 2012  |                |                |                |         |         |         |           |           |           |       |       |        |                 |
| Abs.                                                                                  | 2013  |                |                |                |         |         |         |           |           |           |       |       |        |                 |
| Abs.                                                                                  | 2014  |                |                |                |         |         |         |           |           |           |       |       |        |                 |
| Abs.                                                                                  | 2015  |                |                |                |         |         |         | 3         | 0         |           | 3     | 0     |        | 0               |
| Abs.                                                                                  | 2016  |                |                |                |         |         |         |           |           |           |       |       |        |                 |
| Abs.                                                                                  | 2017  |                |                |                |         |         |         | 1         | 0         |           | 1     | 0     |        | 0               |
| Abs.                                                                                  | 2018  |                |                |                |         |         |         |           |           |           |       |       |        |                 |
| Abs.                                                                                  | 2019  |                |                |                |         |         |         |           |           |           |       |       |        |                 |
| Abs.                                                                                  | 2020  |                |                |                |         |         |         | 2         | 0         |           | 2     | 0     |        | 0               |
| Abs.                                                                                  | Total |                |                |                |         |         |         | 9         | 0         |           | 9     | 0     |        | 0               |
| (4) Se incluyen Eurocopas y sus fases de clasificación. No incluye Torneos amistosos. |       |                |                |                |         |         |         |           |           |           |       |       |        |                 |

## Palmarés

### Títulos nacionales
| Título              | Club           | País   | Año     |
| ------------------- | -------------- | ------ | ------- |
| Copa de Italia      | UPC Tavagnacco | Italia | 2012-13 |
| Copa de Italia      | UPC Tavagnacco | Italia | 2013-14 |
| Serie A             | Verona         | Italia | 2014-15 |
| Serie A             | Fiorentina     | Italia | 2016-17 |
| Copa de Italia      | Fiorentina     | Italia | 2016-17 |
| Copa de Italia      | Fiorentina     | Italia | 2017-18 |
| Supercopa de Italia | Fiorentina     | Italia | 2018    |

### Campeonatos internacionales
| Título         | Equipo              | Sede    | Año  |
| -------------- | ------------------- | ------- | ---- |
| Europeo Sub-19 | Selección de Italia | Francia | 2008 |

### Distinciones individuales
| Distinción               | Año  |
| ------------------------ | ---- |
| Mejor Jugadora de Italia | 2014 |
| Once Ideal de la Serie A | 2020 |